# Phyllonorycter lucidicostella
The Lesser Maple Leaf Blotch Miner (Phyllonorycter lucidicostella) là một loài bướm đêm thuộc họ Gracillariidae. Loài này có ở Canada (Ontario và Québec) và Hoa Kỳ (bao gồm Alabama, Connecticut, Illinois, Kentucky, Pennsylvania, Maine, Michigan, New York, Vermont và North Carolina).
Sải cánh dài khoảng 6.5 mm.

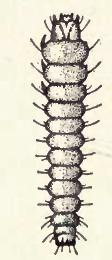
Larva

Ấu trùng ăn Acer species, bao gồm Acer floridanum và Acer saccharinum. Chúng ăn lá nơi chúng làm tổ.